# Marcus Sitticus

Marcus Sitticus, comte de Hohenems, né en 1574 à Hohenems et mort le 9 octobre 1619, a été prince-archevêque de Salzbourg, en Autriche, de 1612 à 1619.
Il a fait édifier, par l'architecte Santino Solari, le château de Hellbrunn, un palais d'été dans le style italien de la Renaissance, entre 1613 et 1619.

## La pièce d'argent château de Hellbrunn - Marcus Sitticus
En 2004, l'Autriche a frappé une pièce de collection en argent de 10 euro dans la série de pièces consacrée à L'Autriche et son peuple (Österreich und sein Volk - Teil 5) dédiée au château de Hellbrunn